# Gabriola tenuis
Gabriola tenuis là một loài bướm đêm trong họ Geometridae.